# Papa Waigo N'Diaye
Pour les articles homonymes, voir N'Diaye.
Papa Waigo N'Diaye est un footballeur international sénégalais (10 sélections - 1 but) né le 20 janvier 1984 à Saint-Louis.

## Carrière
Il débute dans le championnat italien en 2002 à l'Hellas Vérone. Avec les gialloblu, en trois championnats, il totalisera 65 matchs et 11 réalisations, puis passera, à l'été 2005, à Cesena, où il restera deux saisons en marquant 20 but en 73 matchs.
Après avoir marqué 15 buts lors du championnat 2006-2007 en Série B avec Cesena il est acheté par le Genoa de Gasperini.
En janvier 2008, un accord de copropriété est conclu entre le Genoa et la Fiorentina, dans le cadre de l'opération qui porte le belge Anthony Vanden Borre à Gênes avec la même formule.
Il a été sélectionné pour participer à la Coupe d'Afrique 2008 avec sa sélection, le Sénégal.
Le 27 février 2008 au Franchi, dans le derby toscan contre Livourne il marque son premier but en série A avec le maillot de la Fiorentina gagné 1-0. Le 2 mars 2008, lors du match Juventus-Fiorentina, il effectue une grande performance en marquant le but du 2-2, et en réalisant la passe décisive pour Osvaldo qui scellera définitivement la victoire 3-2 pour l'équipe viola.
Le 27 janvier 2009 est officialisé son transfert à Lecce en prêt jusqu'à la fin de la saison. Le maillot lui est assigné avec le numéro 35. Il fait son début en championnat avec le maillot des salentini le 1er février 2009 pendant la deuxième mi-temps du match Sienne-Lecce 1-2.
Le 2 septembre 2009, un prêt est officialisé chez la formation anglaise de Southampton.
Le 26 juin 2010 est résolu aux enveloppes la copropriété du joueur entre la Fiorentina et le Genoa, au profit de la viola : les deux équipes n'ont pas présentés d'offres mais l'équipe viola était la société titulaire du contrat du joueur.
Le 23 octobre 2010, il parvient à jouer en remplaçant Santana dans le match à domicile contre Bari, gagnée 2-1 par la formation viola.

## Clubs
- 2002-2005 :  Hellas Vérone
- 2005-2007 :  AC Cesena
- 2007-jan. 2008 :  Genoa CFC
- depuis janvier 2008 :  AC Fiorentina
- janvier 2009-2009 :  US Lecce (prêt)
- 2009-2010 :  Southampton FC (prêt)
- janvier 2011-2011 :  Grosseto (prêt)
- 2011-2012 :  Ascoli (prêt)